# Gialloparma
Pour plus de détails, voir Fiche technique et Distribution.
Gialloparma est un giallo italien réalisé par Alberto Bevilacqua et sorti en 1999. Comme son titre l'indique, il est tourné à Parme.
C'est le dernier film du réalisateur. L'histoire est inspiré du roman homonyme d'Alberto Bevilacqua publié en 1997 chez Arnoldo Mondadori Editore.

## Fiche technique
Sauf indication contraire, les informations mentionnées dans cette section peuvent être confirmées par la base de données cinématographiques IMDb,  présente dans la section « Liens externes ».
- Titre original italien et titre français : Gialloparma[1],[2]
- Réalisation : Alberto Bevilacqua
- Scenario : Alberto Bevilacqua d'après son propre roman
- Photographie :	Claudio Cirillo
- Montage : Sergio Spadoni
- Musique : Davide Massarati
- Décors : Luciano Spadoni (it)
- Costumes : Cristiana Lafayette
- Société de production : Mediaset, Les Films de l'Astre
- Pays de production :  Italie -  France
- Langue originale : Italien
- Format : couleur - 35 mm
- Durée : 122 min (2 h 2[1])
- Genre : Giallo
- Dates de sortie :
  - Italie : 26 février 1999
  - France : 1999[2]

## Distribution
- Kaspar Capparoni (VF : Martial Le Minoux) : Giulio Pagani
- Michela Miti : Franca Gherardi
- Natacha Amal (VO : Rita Savagnone) : Margot Corradi
- Robert Hossein (VO : Sergio Graziani)  : Le juge Bocchi
- Brontis Jodorowsky (VO : Nanni Baldini) (VF : Patrick Bethune) : Fabrizio
- Marco Galli : Bordi
- Maria Teresa Rossini : Luisa Corradi
- Graziella Galvani : Giustina
- Pino Micol : Walter Carboni
- Massimo De Rossi : Le procureur d'État
- Maurizio Donadoni : Minotti
- Barbara Cupisti : Cristina
- Paolo Gasperini : Commissaire Balbo